# Михалкинское
Михалкинское — озеро в Барутской волости Новоржевского района Псковской области.
Площадь — 1,0 км² (101,1 га). Максимальная глубина — 5,0 м, средняя глубина — 1,0 м Площадь водосборного бассейна — 16,9 км².
В 1 км к югу от озера расположена деревня Михалкино, в 1 км к западу — деревня Лжун.
Проточное. Из озера на севере начинает свой исток река Сороть, впадающая в реку Великую. На западе в озеро впадает река Лостка, на востоке — река Вещь.
Тип озера плотвично-окуневый. Массовые виды рыб: щука, плотва, окунь, карась, линь, язь, красноперка, щиповка, вьюн, голец.
Для озера характерны: низкие заболоченные берега, луга, болото; преимущественно илистое дно, в истоке и на отдельных участках прибрежья песчаное и илисто-песчаное, сплавины, коряги; бывают заморы.